# Casa de Ascania
Casa de Ascania (dinastia Ascanienilor)  a reprezentat o familie de nobili germani. A mai fost cunoscută sub numele de Casa de Anhalt, după numele localității Anhalt, posesiunea pe care familia a stăpânit-o cea mai mare perioadă de timp.
Numele Ascanienilor provine de la castelul Ascania (sau Ascaria; în germană Schloss Askanien) localizat în apropiere de Aschersleben. Castelul era reședința comitatului de Ascania, un titlu care ulterior a fost inclus în titulatura principilor de Anhalt.

## Istoria
Cel mai vechi membru cunoscut al familiei, contele Esiko de Ballenstedt, apare pentru prima dată într-un document din 1036 și se presupune că ar fi fost nepot pe linie maternă al margrafului Odo I de Ostmark. Ascanienii au moștenit de la Odo I largi proprietăți în Marca Saxonă de Răsărit.
Nepotul lui Esiko a fost contele Otto de Ballenstedt, care a murit în 1123. Prin căsătoria lui Otto cu Eilika, fiica ducelui Magnus de Saxonia, casa de Ascania a devenit moștenitoare a jumătate din proprietățile Casei Billungilor, foștii duci de Saxonia.
Fiul lui Otto, Albert Ursul, a devenit, cu ajutorul moștenirii mamei sale, primul Ascanian în poziția de duce de Saxonia în 1139. Însă el a pierdut după scurt timp controlul asupra Saxoniei, în fața rivalei Case de Welf.
Albert a preluat Magrafiatul Brandenburg de la ultimul conducător al venzilor, Pribislav, în 1157, devenind primul margraf Ascanian. În continuare Albert și descendenții săi au înregistrat progrese considerabile în creștinarea și germanizarea teritoriilor din răsărit populate de slavi.
În 1237, respectiv 1244, două orașe, Cölln și Berlin au fost întemeiate în vremea cârmuirii lui Otto și a lui Ioan, nepoții lui Albert Ursul, cele două orașe fiind ulterior unite într-unul singur numit Berlin. Emblema Casei de Ascania, vulturul roșu și ursul, va deveni stema heraldică a Berlinului.
În 1320 linia Ascaniană de Brandenburg s-a stins.
După ce împăratul i-a destituit pe conducătorii din familia Welfilor din poziția de duci de Saxonia în 1180, ascanienii au redevenit de duci de Saxonia, al cărei teritoriu se redusese la jumătatea sa răsăriteană. Chiar și în Saxonia răsăriteană, Casa de Ascania și-a putut stabili controlul în zone limitate, în special în regiunea râului Elba.
În secolul al XIII-lea Principatul de Anhalt a fost desprins din ducat, iar ulterior restul statului a fost împărțit în Ducatul de Saxa-Lauenburg și Ducatul de Saxa-Wittenberg. Dinastiile ascaniene din cele două state saxone s-au stins în 1689, respectiv în 1422, însă Ascanienii au continuat să guverneze în micul teritoriu al Anhaltului până când monarhia a fost abolită în 1918.
Ecaterina cea Mare, împărăteasă a Rusiei între 1762 și 1796, a aparținut Casei de Ascania, ea fiind fiica principelui Christian August de Anhalt-Zerbst.

## Lista statelor guvernate de Casa de Ascania
- Comitatul, Principatul și Ducatul de Anhalt: c. 1100–1918
- Ducatul și Principatul elector de Saxonia: 1112, 1139–1142, 1180–1422
- Comitatul de Weimar-Orlamünde: 1112–1486
- Marca de Brandenburg: 1157–1320
- Ducatul de Saxa-Lauenburg: 1269–1689
- Principatul de Lüneburg: 1369–1388
- Principatul și Ducatul de Anhalt-Bernburg: 1252–1468 și 1603–1863
- Principatul de Anhalt-Zerbst: 1252–1396 și 1544–1796
- Principatul de Anhalt-Aschersleben: 1252–1315
- Principatul și Ducatul de Anhalt-Köthen: 1396–1561 și 1603–1847
- Principatul și Ducatul de Anhalt-Dessau: 1396–1561 și 1603–1863
- Principatul de Anhalt-Plötzkau: 1544–1553 și 1603–1665
- Principatul de Anhalt-Harzgerode: 1635–1709
- Principatul de Anhalt-Mühlingen: 1667–1714
- Principatul de Anhalt-Dornburg: 1667–1742
- Principatul de Anhalt-Bernburg-Schaumburg-Hoym: 1718–1812
- Imperiul Rus: 1762–1796